# USS Jarvis (DD-393)
USS Jarvis (DD-393) là một tàu khu trục lớp Bagley được Hải quân Hoa Kỳ chế tạo vào giữa những năm 1930. Nó là chiếc tàu chiến thứ hai của Hải quân Hoa Kỳ được đặt tên theo James C. Jarvis (1787-1800), một học viên sĩ quan hải quân tử trận ở tuổi 13 trong cuộc Chiến tranh Quasi với Pháp. Jarvis đã phục vụ trong Chiến tranh Thế giới thứ hai tại Mặt trận Thái Bình Dương cho đến khi bị máy bay Nhật Bản đánh chìm ngoài khơi Guadalcanal vào ngày 9 tháng 8 năm 1942, với tổn thất nhân mạng toàn bộ thủy thủ đoàn. Nó là chiếc tàu nổi duy nhất của Hải quân Hoa Kỳ bị tổn thất nhân mạng toàn bộ trong Thế Chiến II.

## Thiết kế và chế tạo
Jarvis được đặt lườn tại Xưởng hải quân Puget Sound ở Bremerton, Washington vào ngày 21 tháng 8 năm 1935. Nó được hạ thủy vào ngày 6 tháng 5 năm 1937; được đỡ đầu bởi bà Thomas T. Craven, phu nhân Phó đô đốc Craven; và được đưa ra hoạt động vào ngày 27 tháng 10 năm 1937 dưới quyền chỉ huy của Hạm trưởng, Thiếu tá Hải quân R. R. Ferguson.

## Lịch sử hoạt động

### Trước chiến tranh
Rời Puget Sound vào ngày 4 tháng 1 năm 1938, Jarvis hoạt động dọc theo bờ biển California và tại vùng biển Caribe cho đến ngày 1 tháng 4 năm 1940, khi nó rời San Diego, California để thực tập hạm đội tại khu vực quần đảo Hawaii. Nó đi đến Trân Châu Cảng vào ngày 26 tháng 4, di chuyển trong khu vực Thái Bình Dương đến đảo Midway và đảo Johnston, rồi quay trở về San Francisco, California vào ngày 8 tháng 2 năm 1941 để đại tu. Nó quay trở lại Trân Châu Cảng vào ngày 17 tháng 4, trong hơn bảy tháng đã thực hiện các cuộc cơ động khẩn trương trong thành phần Đội khu trục 8 trực thuộc Hải đội Khu trục 4. Nó đi vào Trân Châu Cảng vào ngày 4 tháng 12 sau các cuộc thực hành ngoài khơi đảo Maui.

### Thế Chiến II

#### Trân Châu Cảng
Ba ngày sau, Hải quân Đế quốc Nhật Bản tiến hành một cuộc tấn công lớn được vạch kế hoạch cẩn thấn nhắm vào Trân Châu Cảng. Neo đậu bên cạnh tàu khu trục Mugford (DD-389) tại bến tàu B6 cho những sửa chữa nhỏ, Jarvis đã khai hỏa các khẩu pháo 5-inch và súng máy của nó, đồng thời chuẩn bị để nhổ neo. Chỉ trong vòng vài phút, chiếc tàu khu trục đã đánh trả lại cuộc tấn công, và các xạ thủ tự nhận đã bắn rơi bốn máy bay đối phương. Thoát khỏi cuộc tấn công mà không bị tổn thất nhân mạng và chỉ bị hư hại nhẹ, nó khởi hành ngay sáng hôm đó cùng nhiều tàu tuần dương và tàu khu trục khác để truy tìm đối phương và tuần tra chống tàu ngầm.
Vào ngày 16 tháng 12, Jarvis rời Trân Châu Cảng cùng với tàu sân bay Saratoga (CV-3) và gia nhập Lực lượng Đặc nhiệm 14 cho nhiệm vụ giải vây lực lượng đang trú đóng phòng thủ tại đảo san hô Wake. Được gọi quay trở lại Trân Châu Cảng vào ngày 23 tháng 12 sau khi chiến dịch bị hủy bỏ, nó về đến căn cứ vào ngày 29 tháng 12, tiếp nối nhiệm vụ tuần tra chống tàu ngầm.

#### 1942
Đang khi hoạt động cùng với tàu sân bay Lexington (CV-2) và các tàu tuần dương hộ tống, Jarvis đã cứu với 182 người sống sót từ chiếc tàu chở dầu hạm đội Neches (AO-5) 6 giờ sau khi nó bị trúng ngư lôi vào ngày 23 tháng 1 năm 1942. Nó rời Trân Châu Cảng vào ngày 5 tháng 2 để hộ tống một đoàn tàu đi Brisbane, Australia; và sau khi quay trở về vào ngày 27 tháng 3, nó lại khởi hành đi San Francisco vào ngày 8 tháng 4 cho những cải biến nhỏ cùng với những chiếc khác thuộc Đội khu trục 4. Nó quay trở lại Trân Châu Cảng vào ngày 18 tháng 5 hộ tống một đoàn tàu 13 chiếc, và lại tiếp tục lên đường năm ngày sau đó đi ngang qua Fiji để đến Sydney, Australia. Đến nơi vào ngày 18 tháng 6, nó làm nhiệm vụ hộ tống các đoàn tàu vận tải và tuần tra chống tàu ngầm từ Australia đến New Caledonia, tiếp tục làm nhiệm vụ này cho đến khi được tập trung để tham gia cuộc tấn công lên Guadalcanal.

#### Chiến dịch Guadalcanal
Khởi hành từ Sydney vào ngày 14 tháng 7, Jarvis đi đến Wellington, New Zealand vào ngày 19 tháng 7 để gia nhập Lực lượng Đặc nhiệm 62, vốn lên đường từ ngày 22 tháng 7 để đi đến quần đảo Solomon. Sau khi tiến hành các cuộc tổng dượt đổ bộ tại quần đảo Fiji từ ngày 28 đến ngày 30 tháng 7, lực lượng tấn công, bao gồm 84 tàu và 20.000 binh lính Thủy quân Lục chiến, lên đường đi Guadalcanal vào ngày 31 tháng 7. Các cơn mưa rào và sương mù đã giúp cho lực lượng không bị máy bay trinh sát Nhật Bản phát hiện, và lực lượng tấn công đi đến ngoài khơi các bãi đổ bộ vào lúc bình minh ngày 7 tháng 8.
Sau các đợt bắn phá hải quân và không kích nhắm vào công sự phòng thủ của đối phương, hoạt động đổ bộ đầu tiên được tiến hành lúc 06 giờ 50 phút. Jarvis tuần tra trong thành phần bảo vệ trong khi Thủy quân Lục chiến thiết lập đầu cầu. Phía Hoa Kỳ dự đoán Nhật Bản sẽ chống trả dữ dội vào các tàu vận chuyển bằng những máy bay đặt căn cứ trên đất liền. Tuy nhiên, trong hai đợt tấn công diễn ra lúc xế trưa, phía Hoa Kỳ chỉ chịu thiệt hại nhẹ đối với tàu khu trục Mugford trong khi đã bắn rơi 14 máy bay đối phương.
Sau khi tuần tra ban đêm tại phần cực Nam của đảo Savo, Jarvis quay trở lại Lunga Point để bảo vệ các tàu vận chuyển đang chất dỡ. Cảnh báo về một cuộc không kích sắp đến gần đã làm ngưng lại các hoạt động này; và các tàu vận tải cùng lực lượng tuần dương và khu trục hộ tống chúng được bố trí tại vùng biển giữa Guadalcanal và đảo Florida, mà không lâu sau này sẽ được gọi là "eo biển Đáy Sắt". Khi máy bay ném bom-ngư lôi đối phương xuất hiện vào khoảng trưa ngày 8 tháng 8, chúng được tiếp đón bởi một màn hỏa lực phòng không dày đặc. Chỉ có 9 trong số 26 máy bay xuyên qua được hỏa lực phòng thủ, nhưng chúng đã khiến cho George F. Elliott (AP-13) bốc cháy và phóng ngư lôi nhắm vào Jarvis.
Với hỏa lực đạn pháo 5-inch và súng máy nhắm vào các kẻ tấn công, Jarvis cơ động giữa tàu tuần dương hạng nặng Vincennes (CA-44) và một trong những chiếc máy bay vào lúc cao trào của trận đánh. Cho dù hỏa lực phòng không đã bắn trúng đối thủ, quả ngư lôi của nó vẫn đánh trúng mạn phải của chiếc tàu khu trục, gần phòng nồi hơi phía trước, khiến nó chết đứng giữa biển và làm 14 người thiệt mạng. Các thủy thủ đã phóng bỏ các quả ngư lôi bên mạn trái và nhanh chóng kiểm soát được đám cháy vốn bùng phát sau vụ nổ. Tàu khu trục Dewey (DD-349) kéo nó đến vùng nước nông neo đậu ngoài khơi Lunga Point; và sau khi cuộc tấn công trôi qua, nó băng qua eo biển Đáy Sắt để đến Tulagi, nơi nó chuyển bảy người bị thương lên bờ và tiến hành những sửa chữa khẩn cấp.
Bất chấp một vết cắt dài 50 foot (15 m) bên mạn, Jarvis được cho là vẫn có thể con giá trị chiến đấu, và được lệnh rút lui dưới sự che chở của bóng đêm đến Efate, New Hebrides, được tàu quét mìn Hovey hộ tống. Rõ ràng không nhận được mệnh lệnh do thiết bị vô tuyến bị đánh hỏng, Hạm trưởng của nó, Trung tá Hải quân William W. Graham Jr., quyết định đi đến Sydney, Australia để được sửa chữa ngay bởi chiếc Dobbin (AD-3). Không được các tàu đồng đội nhận biết, Jarvis khởi hành từ Tulagi vào nữa đêm 9 tháng 8, di chuyển chậm về phía Tây băng qua "eo biển Đáy Sắt" và giữa đảo Savo và mũi Esperance. Lúc 01 giờ 34 phút, nó băng ngang ở khoảng cách 3.000 thước Anh (2.700 m) về phía Bắc các tàu tuần dương dưới quyền Chuẩn đô đốc Gunichi Mikawa, đang di chuyển để đụng độ với các tàu chiến Đồng Minh trong Trận chiến đảo Savo ác liệt. Nhận định nhầm Jarvis là chiếc tàu tuần dương hạng nhẹ New Zealand HMNZS Achilles, họ đã phóng ngư lôi, và sau đó tàu khu trục Yūnagi đã tấn công nó bằng hải pháo trong một lúc ngắn, nhưng không có kết quả.
Chiếc tàu khu trục tiếp tục rút lui về phía Tây với tốc độ rất chậm, không liên lạc vô tuyến, và còn rất ít pháo có thể bắn được; nhưng nó đã từ chối sự trợ giúp của tàu khu trục Blue (DD-387) khi được trông thấy lúc 03 giờ 25 phút. Sáng hôm sau, một máy bay tuần tiễu cất cánh từ tàu sân bay Saratoga trông thấy nó ở khoảng cách 40 hải lý (74 km) ngoài khơi Guadalcanal, để lại một vệt dầu dài và phần mũi bị ngập nước. Đây là lần cuối cùng phía Hoa Kỳ nhìn thấy nó. Tuy nhiên, phía Nhật Bản vẫn tiếp tục nhầm lẫn Jarvis với một tàu tuần dương đang thoát đi, và đã phái 31 máy bay cất cánh từ Rabaul truy tìm và tiêu diệt nó. Khi bị phát hiện, con tàu bị hư hại nặng không thể chống trả những kẻ tấn công. Theo tài liệu ghi chép lại của Nhật Bản, Jarvis vỡ làm đôi và đắm lúc 13 giờ 00 ngày 9 tháng 8 ở tọa độ 9°42′N 158°59′Đ / 9,7°N 158,983°Đ. Không một ai trong số 233 thành viên thủy thủ đoàn sống sót.

## Phần thưởng
Jarvis được tặng thưởng ba Ngôi sao Chiến trận do thành tích phục vụ trong Chiến tranh Thế giới thứ hai.